# (1318) Nerina
(1318) Nerina es un asteroide perteneciente al cinturón de asteroides descubierto el 24 de marzo de 1934 por Cyril V. Jackson desde el observatorio Union de Johannesburgo, República Sudaficana.

## Designación y nombre
Nerina se designó al principio como 1934 FG.
Posteriormente fue nombrado por el nerine, un género de plantas amarilidáceas.

## Características orbitales
Nerina está situado a una distancia media del Sol de 2,307 ua, pudiendo alejarse hasta 2,777 ua y acercarse hasta 1,837 ua. Su excentricidad es 0,2037 y la inclinación orbital 24,66°. Emplea en completar una órbita alrededor del Sol 1280 días.